# Hieracium stoloniflorum
Hieracium stoloniflorum là một loài thực vật có hoa trong họ Cúc. Loài này được Waldst. & Kit. mô tả khoa học đầu tiên.